# 佩莱格里诺·马塔拉佐
佩莱格里诺·马塔拉佐（德語：Pellegrino Matarazzo，1977年11月28日—）是一位意大利裔美国前足球运动员及现任足球教练，曾在2020年1月起执教德乙俱乐部斯图加特，并于同年率队成功升入德甲。

## 球员生涯
作为意大利移民之子，马塔拉佐出生及成长于美国的新泽西州。他毕业于纽约的哥伦比亚大学，主修数学。在大学期间，这位可兼任防守中场的中后卫也曾代表他的母校足球队——哥伦比亚猛狮（Columbia Lions），参加常春藤盟校的各类比赛。
完成学业后，马塔拉佐于2000年前往德国。他在那里最初是代表和睦巴特克罗伊茨纳赫参加2000-01赛季的西南高级联赛。2001年，他转会至位处第三级别南部地区联赛的韦恩威斯巴登。在此期间，他也曾于2003-04赛季短暂为北部地区联赛的普鲁士明斯特效力，至2004-05赛季重返威斯巴登，最终帮助后者以第三位完赛，仅以1分之差无缘升级。在2005-06赛季，马塔拉佐开始代表瓦滕沙伊德09参加地区联赛北区赛事。他于2006年加盟身处巴伐利亚联赛的纽伦堡二队，并随队于2007-08赛季成功升入南部地区联赛。至2010年，马塔拉佐正式在纽伦堡挂靴。

## 教练生涯
2010年，马塔拉佐在时任主教练勒内·穆勒的麾下，出任纽伦堡二队的助理教练——这是他在他球员生涯的最后三年里一直效力的球队。2011年4月，马塔拉佐临时担任二队的代理主教练直至赛季结束，然后在米夏埃尔·维辛格的手下重新担任助理教练。2012年9月11日，他成为纽伦堡17岁以下梯队主教练，独立率队U17德甲联赛。2013-14赛季初，他又获升任为俱乐部19岁以下梯队主教练。在2017年夏天，马塔拉佐转投霍芬海姆1899，首先于2017-18赛季上半程担任17岁以下梯队主教练，之后成为领导的、正参加德甲联赛的一线队助理教练。
2020年1月，马塔拉佐作为蒂姆·瓦尔特的继任者，出任德乙俱乐部斯图加特的主教练，并与该俱乐部签订了一份期至2021年6月30日的合同。在这个时间点上，斯图加特人于2019-20赛季德乙第18轮之后以31分排名第三。在赛季结束前，俱乐部又提前将他的合同延长了一年，并在两级联邦联赛内都有效。在马塔拉佐的带领下，斯图加特于该赛季剩余时间内的表现并未有明显起色，但凭借在第32轮和第33轮的两场决定性胜利，它们仍然以58分位居冠军阿米尼亚比勒费尔德之后排名第二，得以直接升入德甲。